# Antolín Sánchez Presedo

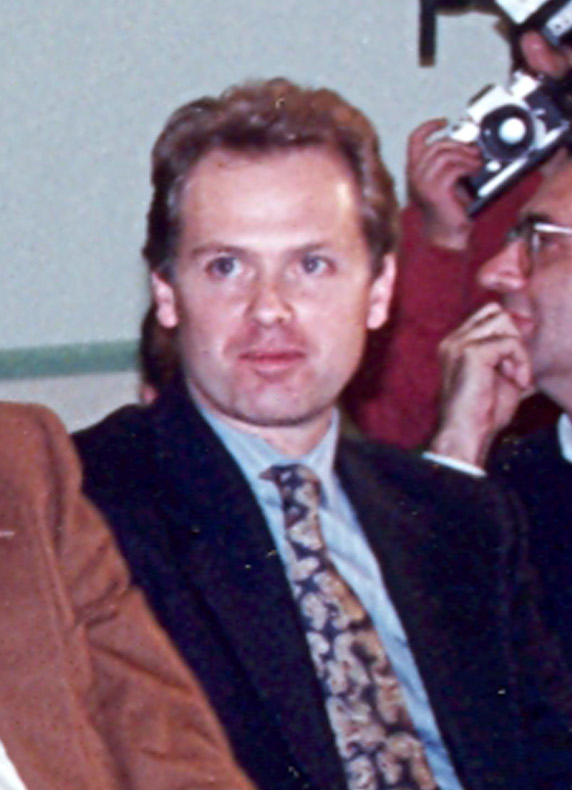
Antolín Sánchez Presedo

Antolín Sánchez Presedo (* 5. April 1955 in Betanzos, Provinz A Coruña) ist ein spanischer Rechtsanwalt, Politiker der sozialistischen Partei PSOE und Mitglied des Europäischen Parlaments.

## Leben
Nach einem Studium der Rechtswissenschaft an der Universität Santiago de Compostela (1972–1977) begann Sánchez Presedo ab 1978 als Rechtsanwalt zu arbeiten. 1981 wurde er in das Regionalparlament von Galicien gewählt, dem er bis 1997 angehörte. Außerdem war er ab 1979 Mitglied des Stadtrats, ab 1983 Bürgermeister seines Heimatorts Betanzos. 
Von 1982 bis 1994 gehörte er dem Parteivorstand der PSOE an. 1985 wurde er Nachfolger von Francisco Vázquez Vázquez als Generalsekretär der PSdeG, des galicischen Regionalverbandes der PSOE. Er gab das Bürgermeisteramt in Betanzos auf, um die galicischen Regionalwahlen im selben Jahr vorzubereiten. Trotz Sitzgewinnen für die PSdeG gelang es ihr nicht, eine Regierung zu bilden. Erst 1987 konnte sie durch ein Misstrauensvotum die konservative Regierung unter Xerardo Fernández Albor (PP) stürzen. Neuer galicischer Präsident wurde Fernando González Laxe; Sánchez Presedo übernahm das Ministerium für Raumordnung und öffentliche Bauten. In den Regionalwahlen 1989 gewann allerdings wieder die PP mit ihrem Spitzenkandidaten Manuel Fraga Iribarne, sodass die PSdeG in die Opposition zurückkehrte.
Bei den Regionalwahlen 1993 trat Sánchez Presedo als Spitzenkandidat der PSdeG an, erlitt jedoch eine deutliche Niederlage. Dies führte dazu, dass er 1994 sein Amt als Generalsekretär des Regionalverbandes wieder aufgab und sich vorübergehend aus der Politik zurückzog. Stattdessen war er als Rechtsanwalt tätig und absolvierte von 1994 bis 1996 ein Masterstudium in Europarecht an der Universität Carlos III in Madrid. Von 2001 bis 2004 arbeitete er als Hochschullehrer an der Universität A Coruña.
Bei der Europawahl 2004 trat Sánchez Presedo erneut für die PSOE an und erreichte einen Sitz im Europäischen Parlament. Hier gehört er der Fraktion der Sozialdemokratischen Partei Europas an und ist Mitglied im Ausschuss für Wirtschaft und Währung.
In der Periode 2009 bis 2014 ist er Mitglied im Ausschuss für Wirtschaft und Währung und in der Delegation für die Beziehungen zu Südafrika.  
Als Stellvertreter ist er im Fischereiausschuss und in der Delegation für die Beziehungen zu den Vereinigten Staaten.